# Riga Football Club 2020
Questa voce raccoglie le informazioni riguardanti il Riga Football Club nelle competizioni ufficiali della stagione 2020.

## Rosa
| N. |                      | Ruolo | Calciatore           |
| -- | -------------------- | ----- | -------------------- |
| 1  | Lettonia (bandiera)  | P     | Ilja Isajevs         |
| 3  | Lettonia (bandiera)  | D     | Antons Kurakins      |
| 5  | Lettonia (bandiera)  | C     | Oļegs Laizāns        |
| 7  | Brasile (bandiera)   | C     | Felipe Brisola       |
| 8  | Lettonia (bandiera)  | D     | Ritvars Rugins       |
| 9  | Lettonia (bandiera)  | D     | Armands Pētersons    |
| 10 | Brasile (bandiera)   | C     | Roger                |
| 11 | Ucraina (bandiera)   | C     | V″jačeslav Šarpar    |
| 12 | Lettonia (bandiera)  | P     | Roberts Ozols        |
| 16 | Lettonia (bandiera)  | P     | Nils Purins          |
| 17 | Lettonia (bandiera)  | C     | Vladislavs Fjodorovs |
| 18 | Rep. Ceca (bandiera) | C     | Jakub Hora           |
| 19 | Albania (bandiera)   | D     | Herdi Prenga         |
| 20 | Brasile (bandiera)   | C     | Stênio Júnior        |

| N. |                         | Ruolo | Calciatore              |
| -- | ----------------------- | ----- | ----------------------- |
| 21 | Lettonia (bandiera)     | D     | Elvis Stuglis           |
| 22 | RD del Congo (bandiera) | A     | Kule Mbombo             |
| 23 | Portogallo (bandiera)   | C     | Pedrinho                |
| 26 | Serbia (bandiera)       | C     | Stefan Panić (capitano) |
| 27 | Ucraina (bandiera)      | A     | Roman Debelko           |
| 28 | Serbia (bandiera)       | C     | Marko Đurišić           |
| 33 | Lettonia (bandiera)     | C     | Vladimirs Kamešs        |
| 34 | Lettonia (bandiera)     | D     | Antonijs Černomordijs   |
| 35 | RD del Congo (bandiera) | C     | Jordan Nkololo          |
| 91 | Brasile (bandiera)      | C     | Dário                   |
|    | Argentina (bandiera)    | C     | Federico Bravo          |
|    | Brasile (bandiera)      | C     | Wesley Natã             |
|    | Montenegro (bandiera)   | A     | Stefan Milošević        |